# Love Is a Battlefield
Love Is a Battlefield ist ein Lied von Pat Benatar aus dem Jahr 1983.

## Geschichte
Nachdem Benatar Mike Chapman darum gebeten hatte, ihr einen Hit zu schreiben, wurde das Lied von ihm und Holly Knight auf sie zugeschnitten. Benatars Ehemann Neil Giraldo beschleunigte dann das Tempo und machte aus der ursprünglichen Ballade einen Pop/Rock-Song.
Love Is a Battlefield wurde weltweit im September 1983 veröffentlicht und erreichte in Australien, den Niederlanden und Belgien den ersten Platz der Charts. Das Lied wurde bei den Grammy Awards 1984 mit dem Grammy Award for Best Female Rock Vocal Performance ausgezeichnet.
Love Is a Battlefield ist 4:08 Minuten lang und erschien im Album Live from Earth. Auf der B-Seite der Single befindet sich das Lied Hell is for Children.

## Musikvideo
Im Musikvideo unter der Regie von Bob Giraldi spielt Pat Benatar eine junge Frau, die aus unbekannten Gründen aus ihrem Elternhaus (als ihr Vater tritt Trey Wilson in Erscheinung) hinausgeworfen wird und auch ihren jüngeren Bruder (gespielt von Philip Cruise) zurücklassen muss. In einer Bar arbeitet sie als Prostituierte. Als eine ihrer Kolleginnen von ihrem Zuhälter (gespielt vom Balletttänzer Gary Chryst) geschlagen wird, geht sie dazwischen. Es folgt eine längere Sequenz, in der die Frauen drohend auf den Zuhälter zutanzen, bevor sie die Bar verlassen und sich voneinander verabschieden. Zum Schluss, wie auch ganz am Anfang, sieht man Benatar in einem Bus sitzen.
Persönlichkeiten, die im Musikvideo als Darsteller mitwirkten, sind unter anderem die Sängerin, Tänzerin und Schauspielerin Sara Carlson, die im Video eine der Power-Tänzerinnen mimte und auch in diversen anderen Filmproduktionen der 1980er als Tänzerin auftrat. Als Choreograph agierte Michael Peters, der im Video auch selbst auftrat und zwischen 1:41 und 1:44 Minuten einen Mann im blauen bauchfreien T-Shirt, weißen Shorts, Kappe und Sonnenbrille spielte. Auch der mit Regisseur Giraldi eng zusammenarbeitende Musikproduzent Antony Payne trat im Video in Erscheinung, als er den ersten Mann mimte, der ab 1:58 Minuten den Dime-a-Dance-Club verlässt.

## Kommerzieller Erfolg

### Chartplatzierungen
| ChartsChartplatzierungen       | Höchstplatzierung | Wochen |
| ------------------------------ | ----------------- | ------ |
| Deutschland (GfK)              | 3 (19 Wo.)        | 19     |
| Schweiz (IFPI)                 | 11 (9 Wo.)        | 9      |
| Vereinigte Staaten (Billboard) | 5 (22 Wo.)        | 22     |
| Vereinigtes Königreich (OCC)   | 17 (19 Wo.)       | 19     |

| ChartsJahrescharts (1984)      | Platzierung |
| ------------------------------ | ----------- |
| Deutschland (GfK)              | 20          |
| Vereinigte Staaten (Billboard) | 57          |

### Auszeichnungen für Musikverkäufe
| Land/Region                  | Auszeichnungen für Musikverkäufe (Land/Region, Auszeichnung, Verkäufe) | Verkäufe |
| ---------------------------- | ---------------------------------------------------------------------- | -------- |
| Kanada (MC)                  | Gold                                                                   | 50.000   |
| Vereinigte Staaten (RIAA)    | Gold                                                                   | 500.000  |
| Vereinigtes Königreich (BPI) | Gold                                                                   | 400.000  |
| Insgesamt                    | 3× Gold ·                                                              | 950.000  |

## Coverversionen
- 1983: Chris Norman
- 1998: Queen Latifah
- 1998: Skin of Tears
- 2002: Zwan
- 2005: Separate (Deutschlands Hustler)
- 2008: Jann Arden
- 2008: The Amity Affliction
- 2017: Pitbull feat. Kiesza (We Are Strong)
- 2019: Luke Evans